# Daniel Dubiecki
Daniel Dubiecki (* 15. Juli 1977 in Santa Monica, Kalifornien) ist ein US-amerikanischer Filmproduzent.

## Leben
Am Anfang seiner Laufbahn (von 1996 bis 2004) produzierte Dubiecki vor allem Kurzfilme. Nach der Bekanntschaft mit Regisseur Jason Reitman am Set von Thank You for Smoking (2005), arbeitete er mit diesem auch an den folgenden Filmen Juno (2007) und Up in the Air (2009) zusammen. Für letzteren Film bekam Dubiecki zusammen mit Ivan Reitman und Jason Reitman eine Nominierung für den Oscar 2010 in der Kategorie Bester Film. 2006 gründeten beide gemeinsam die Filmproduktionsfirma Hard C Productions.
Im August 2007 heiratete er die Produzentin Lara Alameddine.

## Filmografie (Auswahl)
Als Produzent
- 2005: Thank You for Smoking
- 2009: Up in the Air
- 2009: Jennifer’s Body – Jungs nach ihrem Geschmack (Jennifer’s Body)
- 2010: Passion Play
- 2016: Money Monster
- 2017: Please Stand By
- 2022: Three Months

Als Executive Producer
- 2007: Juno
- 2009: Chloe
- 2010: The Right Bride – Meerjungfrauen ticken anders (Ceremony)
- 2013: All Together Now